# DetonatioN FocusMe
DetonatioN FocusMe（デトネーション・フォーカスミー、略称：DFM）は、日本を本拠地としてeスポーツシーンで活動するプロゲーミングチーム。旧称はDetonatioN Gaming（DNG）。

## 概要
2012年に設立されたチームDetonatioNが母体となっている。設立当初はカウンターストライク オンラインのチームであったが、現在は8つの部門が活動しており、世界大会出場経験を持った個人やチームが存在する。CEOは元日本eスポーツ連盟共同代表理事、東京アニメ・声優専門学校講師の梅崎伸幸。
テレビ番組や新聞各紙、ラジオ、WEBメディアなどに多数の掲載実績がある。NHKで2015年12月16日に放送された「シブ5時」では、フルタイム給料制の「DetonatioN FocusMe」が取り上げられたが、番組の後半で将来性を疑問視するような報道がなされ、チーム代表である梅崎が苦言を呈する事態となった。その後、梅崎は自身のTwitterにおいて、NHK側から謝罪があったことを明かしている。

## 略歴
- 2012年（平成24年）
  - 7月 - カウンターストライク オンラインのチームとして「DetonatioN」設立[DFM 1]。
- 2013年（平成25年）
  - 4月 -『League of Legends』部門（以下、LoL部門）設立[DFM 1]。
  - 5月 -『StarCraft2 (SC2)』部門設立[DFM 3]。
  - 8月 -『World of Tanks』部門設立[DFM 4]。
- 2014年（平成26年）
  - 3月 -『BATTLEFIELD 4 (BF4)』部門設立[DFM 1]。
  - 11月 -『大乱闘スマッシュブラザーズ』部門設立[DFM 5]。
- 2015年（平成27年）
  - 1月 - Detonation FocusMe（LoL部門）が日本初のフルタイム・給料制ゲーミングチームとして活動開始[DFM 1][5]。
  - 5月16日 -『Alliance of Valiant Arms (AVA)』部門設立[6]。
  - 10月 - オンラインカードゲーム（OCG）部門設立[7]。
  - 11月 - チーム名を「Detonation Gaming」に改称。チームロゴを一新[DFM 1]。
- 2016年（平成28年）
  - 3月12日 - 公式ショップ「DetonatioN Gaming Store（DNGストア）」を開設[DFM 6][8]。
  - 6月 -『STREET FIGHTER』部門設立[DFM 7]。
  - 9月 -『Overwatch』部門設立[DFM 8]。
  - 9月 -『Shadowverse』部門設立[DFM 9]。
  - 9月 - BlackSquad広報チーム結成[DFM 10]。
  - 12月 -『Counter-Strike:Global Offensive（CS:GO）』部門設立[DFM 11]。
  - 12月 -『Vainglory』部門設立[DFM 12]。
- 2017年（平成29年）
  - 9月20日 -『PUBG』部門設立[DFM 13]。
  - 10月 -『Splatoon2』部門設立[DFM 14]。
- 2018年（平成30年）
  - 1月 -『Call of Duty:WWII』部門設立[DFM 15]。
  - 4月24日 -『Clash Royale』部門設立[DFM 16]。
  - 6月18日 -『Rainbow Six Siege（R6S）』部門設立[DFM 17]。
- 2019年（平成31年）
  - 3月22日 -『ウイニングイレブン』部門設立[DFM 18]。
- 2020年（令和2年）
  - 6月17日 -『VALORANT』部門設立。[DFM 19]
  - 2月28日 -『PUBG Mobile』部門設立[DFM 20]。
  - 10月7日 -『Wild Rift』部門設立[DFM 21]。
- 2021年（令和3年）
  - 6月 - DetonatioN Gaming White（PUBG部門）が競技タイトルをVALORANTへ変更することを発表[DFM 22]。
  - 10月26日 - 株式会社GameWithが運営会社DetonatioNの株式を取得し子会社化することを発表[9][10]。
- 2022年（令和4年）
  - 6月11日 -『Apex Legends』部門設立[DFM 23]。
  - 10月11日 -『スプラトゥーン3』部門設立[DFM 24]。
  - 12月12日 - TEAM GAMEWITH と統合し、チーム名を「DetonatioN FocusMe」に改称[1]。
  - 12月12日 -『Fortnite』部門設立。
- 2023年（令和5年）
  - 11月28日 - Crazy Raccoonと包括的業務提携契約を締結[11]。

## 現在活動している部門
2023年8月現在編成されているチーム・部門は以下の通り。

### League of Legends
現在のチーム名「DetonatioN FocusMe」としてチーム名統合前から元々活動していたチーム。2013年4月に部門設立。2015年1月、日本初のフルタイム・給料制ゲーミングチームとして活動開始。同時には兄弟チームの「DetonatioN RabbitFive」が存在していた。LJL Grand Finals優勝や、世界大会IWCI（International Wildcard Invitational）2015、2016、MSI（Mid-Season Invitational）2019、World Championship 2018、2019、2021、2022への出場経験があるなど、LJLで多数の実績を残している。最高の成績は2021WCSでtop16だった。
所属メンバー
| 名前    | 読み           | 役割     | 役割     | 加入日         | 前所属                    | 備考                             |
| ------- | -------------- | -------- | -------- | -------------- | ------------------------- | -------------------------------- |
| Rayfaky | レイファーキー | Player   | Top      | 2024年1月18日  | Burning Core              |                                  |
| Guwon   | グウォン       | Player   | Jungle   | 2025年1月8日   | T1academy                 |                                  |
| Aria    | アリア         | Player   | Mid      | 2022年12月12日 | 「League of Legends」部門 | 再加入                           |
| Kakkun  | カックン       | Player   | ADC      | 2025年1月17日  | QT DIG∞                   | -                                |
| Harp    | ハープ         | Player   | Support  | 2021年12月25日 | -                         | -                                |
| Milan   | ミラン         | Player   | Sub      | 2023年1月27日  | Crest Gaming Act Academy  | ヘルニアの悪化により一時活動休止 |
| Ares    | アレス         | Coach    | Coach    | 2025年1月4日   | KaBuM!Esports(ブラジル)   | -                                |
| Gismo   | ギズモ         | Analyst  | Analyst  | 2019年8月23日  | -                         | -                                |
| Yutapon | ユタポン       | Streamer | Streamer | 2013年4月13日  | -                         | 選手活動一時休止中               |

以前所属していたメンバー
- Evi （エビ）:Top レーナー。2022年11月まで所属していた。 日本人初となるメジャーリージョンへの挑戦を発表し、ヨーロッパの一部リーグに出場しているTeam Heretics（スペイン語版）に移籍した[13]。
- Kazu （カズ）:2018年、ヘッドコーチとして加入[DFM 31][14]。2023年7月7日、後述のハラスメント行為で契約解除[15]。
- Ceros （セロス）:2013年から2022年まで選手として、それ以降はコーチとして活動していた[16]。2023年7月7日、後述のハラスメント行為で契約解除[15]。
- tol2（トルツー）:2023年1月27日に同チームのAcademyから昇格し、加入[DFM 32][17]。2023年8月15日、双方合意の上で契約解除[18]。

### VALORANT
名称統合前のチーム名は「DetonatioN Gaming White（DGW）」。2020年6月部門設立。2021年10月、PUBG部門で活動していた「DetonatioN Gaming White」の選手が移籍加入。
現在はVALORANTのインターナショナルリーグ「VCT Pacific」に所属している。
所属メンバー
| 名前           | 読み           | 役割              | 加入日         | 前所属                   | 備考 |
| -------------- | -------------- | ----------------- | -------------- | ------------------------ | ---- |
| Meiy           | メイ           | Player            | 2023年11月28日 | Crazy Raccoon            | -    |
| Akame          | アカメ         | Player            | 2024年10月15日 | REJECT                   | -    |
| Art            | アート         | Player            | 2024年10月15日 | Sengoku Gaming（コーチ） | -    |
| gyen           | ジエン         | Player            | 2024年10月15日 | -                        | -    |
| Jinboong       | ジンブン       | Player            | 2024年10月15日 | Sengoku Gaming           |      |
| SSeeS          | セス           | Substitute Player | 2023年11月28日 | VARREL                   | -    |
| Melofovia      | メロフォビア   | Coach             | 2022年10月24日 | -                        | -    |
| NorthernLights | ノーザンライツ | Coach             | 2024年2月5日   | Crazy Raccoon            | -    |

| 名前   | 読み     | 役割   | 加入日        | 前所属 | 備考 |
| ------ | -------- | ------ | ------------- | ------ | ---- |
| daf    | ダフ     | Player | 2023年3月16日 | -      | -    |
| koyori | コヨリ   | Player | 2023年3月16日 | -      | -    |
| lucky  | ラッキー | Player | 2023年3月16日 | -      | -    |
| meimei | メイメイ | Player | 2023年3月16日 | -      | -    |
| yuhi   | ユヒ     | Player | 2023年5月9日  | -      | -    |

### Street Fighter
EVOLUTION 2017 Championship Seriesに2名の選手が参加し、板橋ザンギエフが4位という結果となった。2023年現在は『ストリートファイター6』を中心に活動中。
所属メンバー
| 名前             | 読み               | 役割   | 加入日        | 前所属 | 備考 |
| ---------------- | ------------------ | ------ | ------------- | ------ | ---- |
| Itabashi Zangief | イタバシザンギエフ | Player | 2016年6月14日 | -      | -    |
| Nauman           | ナウマン           | Player | 2019年6月6日  | -      | -    |
| John Takeuchi    | タケウチジョン     | Player | 2021年4月15日 | -      | -    |

### PUBG MOBILE
名称統合前のチーム名は「AQUOS DetonatioN Violet（ADV）」。2020年2月28日に部門を設立し、チーム「AQUOS DetonatioN Marine（ADM）」を発足。続く3月10日に2チーム目として「AQUOS DetonatioN Violet（ADV）」が発足。PMJL S1の1企業1チームの規定によりADMが解散し、ADVにチームを統一。シャープのスマートフォンブランド「AQUOS」ともに様々な取り組みを行う。
所属メンバー
| 名前     | 読み           | 役割   | 加入日        | 前所属           | 備考              |
| -------- | -------------- | ------ | ------------- | ---------------- | ----------------- |
| S4nkaRea | サンカレア     | Player | 2020年2月28日 | -                | ADMから移籍       |
| Moka     | モカ           | Player | 2020年8月12日 | -                | -                 |
| R41N     | レイン         | Player | 2020年2月28日 | -                | ADM解散に伴い移籍 |
| Spade    | シープ         | Player | 2021年8月30日 | -                | -                 |
| KenG     | ケンジー       | Player | 2022年10月5日 | -                | -                 |
| ZODIAX   | ゾディアックス | Coach  | 2022年3月25日 | 「VALORANT」部門 | -                 |

### Splatoon
2022年10月11日部門設立。
所属メンバー
| 名前    | 読み       | 役割           | 加入日 | 前所属 | 備考 |
| ------- | ---------- | -------------- | ------ | ------ | ---- |
| Sheltan | シェルタン | 2022年10月11日 | -      | -      |      |
| Clicks  | クリックス | 2022年10月11日 | -      | -      |      |
| Ben-esu | ベンエス   | 2022年10月11日 | -      | -      |      |

### Super Smash Bros
2014年11月部門設立。
所属メンバー
| 名前    | 読み     | 役割   | 加入日         | 前所属        | 備考                                        |
| ------- | -------- | ------ | -------------- | ------------- | ------------------------------------------- |
| Nietono | ニエトノ | Player | 2014年11月9日  | -             | 2016年4月より、フルタイム制の給料支給を開始 |
| Zackray | ザクレイ | Player | 2022年12月12日 | TEAM GAMEWITH | -                                           |

### Shadowverse
名称統合前のチーム名は「auデトネーション」。2016年9月部門設立。
所属メンバー
| 名前      | 読み         | 役割   | 加入日        | 前所属 | 備考 |
| --------- | ------------ | ------ | ------------- | ------ | ---- |
| cross7224 | クロス7224   | Player | 2016年9月1日  | -      | -    |
| Mill      | ミル         | Player | 2018年4月15日 | -      | -    |
| Spicies   | スパイシーズ | Player | 2018年9月1日  | -      | -    |
| Yuuri     | ユーリ       | Player | 2021年5月13日 | -      | -    |

### eFootball
2019年3月22日部門設立。
所属メンバー
| 名前 | 読み | 役割   | 加入日        | 前所属 | 備考 |
| ---- | ---- | ------ | ------------- | ------ | ---- |
| Leva | レバ | Player | 2019年3月22日 | -      | -    |

### Fortnite
2022年12月12日に、GameWithの「TEAM GAMEWITH」と統合し設立。
所属メンバー
| 名前     | 読み       | 役割   | 加入日         | 前所属        | 備考                           |
| -------- | ---------- | ------ | -------------- | ------------- | ------------------------------ |
| Albedo   | アルベド   | Player | 2022年12月12日 | TEAM GAMEWITH | GameWithのFortnite部門から移籍 |
| Kogane   | コガネ     | Player | 2022年12月12日 | TEAM GAMEWITH | GameWithのFortnite部門から移籍 |
| Buyuriru | ブユリル   | Player | 2022年12月12日 | TEAM GAMEWITH | GameWithのFortnite部門から移籍 |
| Chocoluv | チョコラブ | Player | 2022年12月12日 | TEAM GAMEWITH | GameWithのFortnite部門から移籍 |
| Harukiyo | ハルキヨ   | Player | 2022年12月12日 | TEAM GAMEWITH | GameWithのFortnite部門から移籍 |
| Aim      | エイム     | Player | 2022年12月12日 | TEAM GAMEWITH | GameWithのFortnite部門から移籍 |
| Rainy    | レイニー   | Player | 2022年12月12日 | TEAM GAMEWITH | GameWithのFortnite部門から移籍 |

### Streamers
所属メンバー
| 名前          | 読み                        | 加入日         | 前所属                    | 備考 |
| ------------- | --------------------------- | -------------- | ------------------------- | ---- |
| civila        | シビラ                      | 2015年10月     | -                         | -    |
| SUMOMO        | スモモ                      | 2016年9月1日   | 「PUBG」部門              | -    |
| Nephrite      | ネフライト                  | 2022年12月12日 | TEAM GAMEWITH「Fortnite」 | -    |
| Hamuppi       | ハムッピ                    | 2022年12月12日 | TEAM GAMEWITH「Fortnite」 | -    |
| Lettuce       | レタス                      | 2022年12月12日 | TEAM GAMEWITH「Fortnite」 | -    |
| 3RNcake       | ミリンケーキ                | 2023年4月3日   | 「Splatoon」部門          | -    |
| なるお        | ナルオ                      | 2023年7月7日   | 魚群                      | -    |
| 番長/番田長助 | ばんちょう/ばんだちょうすけ | 2024年8月1日   |                           | -    |

## 活動を休止・解散・移籍した部門
- DetonatioN Silly Ducks Revolution（World of Tanks部門）
2013年8月の設立以降、同年11月に開催されたWorld Cyber Gamesに日本代表として出場し、世界ベスト8という結果を残す。2015年4月10日部門解散[DFM 4]。
- DetonatioN RabbitFive（デトネーション ラビットファイブ、LoL部門・第2チーム）
2013年11月3日、LoL部門の第2チームとしてDetonatioN FrenzyXが設立。12月17日にDetonatioN RabbitFive（略称：DeT RF）へと改名。2015年5月13日、世界の通例（1チーム1オーナー制）に従い、RabbitFiveの独立が発表される。
- DetonatioN Rising（デトネーション ライジング、LoL部門・アカデミックチーム）
2016年5月12日、LJL進出を目指すアカデミックチーム（CSチーム）としてDetonatioN Rising（略称：DNR）が設立。2017年3月27日にLJL2017 Summer Splitの出場権をかけたLJL 2017 Spring Promotion Seriesが実施され、SCARZに3-0という結果で勝ち上がり、出場権を獲得した[21][22]。しかしLJLの規約上、一部リーグでは一団体一チームまでの参加と定められており、DetonatioNは既に参加権のあるDFMを有しているため、同チームから出場することが認められなかった。そのため、2017年4月よりDNRの出場権を入札方式にて交渉が開始され、権利を獲得したBurning Core（BC）への移籍・BCとして参戦することが、2017年5月15日に発表された[DFM 53][23]。
- DetonatioN Gaming・StarCraft2部門（スタークラフト2）
2013年5月に部門設立。2017年5月31日活動休止[DFM 3]。
- DetonatioN Requish（デトネーション レクィッシュ、Alliance of Valiant Arms部門）
2015年5月16日設立。2017年2月24日にAVA部門の活動を終了し、BLACK SQUAD部門への移籍が発表される。移籍に伴い、チーム名もDetonatioN RequishからDetonatioN Gamingへと統一された。
- DetonatioN Gaming・BLACK SQUAD部門（Black Squad）
2016年9月28日広報チームとして結成[DFM 10]。2017年2月24日にチームのAVA部門・DetonatioN Requishを母体として部門設立[DFM 54]。2017年8月7日、公式大会の開催予定がないことや、Black Squadの日本でのサービス終了がアナウンスされたことを受け、部門が解散となった。
- DetonatioN Gaming・BATTLEFIELD部門（バトルフィールド）
2014年3月13日、BF3およびBF4の国内トップチームであったBYCM（バイシム）を母体として、DetonatioN BYCMが設立[DFM 55]。2017年11月30日、部門の活動を一時休止し、PUBG部門として活動することが発表された[DFM 56]。
- DetonatioN Gaming Overwatch（オーバーウォッチ部門）
2016年9月1日の設立以降[DFM 8]、2ヶ月後に開催されたOverwatch MGA 2016 Championship in Asiaに出場し、2位という結果を残す。2017年12月23日部門解散[DFM 57]。
- DetonatioN CS:GO（カウンターストライク グローバルオフェンシブ部門）
2016年12月の設立以降[DFM 11]、PGL Asia Minor Championship 2017 East Asia Qualifierにおいて5位タイなどの実績を残している。現在所属選手はいない。
- DetonatioN Splatoon2（スプラトゥーン2部門）
2017年10月設立以降、第2回ウラ甲子園準優勝、Master Cup優勝、第3回スプラトゥーン甲子園 5位タイといった実績を残している。2018年5月23日、部門解散が発表された[DFM 58]。
- DetonatioN Vainglory（Vainglory部門）
2016年12月に行われた世界大会（Vainglory World Championship）直前に選手を獲得し、世界大会に出場した。2017年は、東アジアサーバーにおいてスプリングシーズン4位、サマーシーズン3位の実績を残し、ワイルドカード枠で世界大会に出場した。2018年4月3日部門解散[DFM 59]。
- DetonatioN Gaming・Call of Duty部門（コール オブ デューティ）
前身であるチームvAvは、2017年12月の「ww2 e-sports Another tournament」で優勝[24]、2018年1月の「CoD:WWII CyAC e-Sports Rule Tournament」で優勝[25] という実績がある。また、同時加入したよしますコーチも、CoD:AW時代に出場した大会においてすべて優勝 という結果を残している。2019年1月7日部門解散[DFM 60]。
- DetonatioN Shadowverse（Shadowverse部門）
2016年9月以降に活動を開始し、2017年5月現在は4名の選手が所属している[DFM 61]。
DetonatioN OCG（HearthstoneやShadowverseなどのオンラインカードゲーム部門）
さまざまなカードゲームを取り扱う。
DNG RAINBOW 6 SIEGE（レインボーシックス シージ部門）
2018年6月18日に部門設立[DFM 17]。2020年5月8日部門解散[DFM 62]。
DetonatioN PUBG（PUBG部門）
2017年9月20日に部門設立。スターターメンバーとして、BATTLEFIELD部門からDustelBox、オーバーウォッチ部門からSUMOMOXqXが参加している[DFM 13]。また、以前バトルフィールド4など他部門に所属していた選手もPUBG部門に転入している[DFM 56]。大会に出場する際は部門内で2チームを構成し、2018年11月頃からそれぞれDetonatioN Gaming White（DGW）、DetonatioN Gaming Black（DGB）として出場している。
- DetonatioN ClashRoyale（クラッシュ・ロワイヤル部門）
2018年4月24日に部門設立[DFM 16]。2020年2月20日部門解散[DFM 63]。
DetonatioN Gaming Wild Rift
2020年10月7日に部門設立[DFM 21]。2022年3月11日部門解散[DFM 64]。
DetonatioN FocusMe Apex Legends
2022年6月11日に部門設立[DFM 23]。2023年5月17日解散[DFM 65]。

## スポンサー
※2023年9月10日時点
- au (携帯電話)（KDDI株式会社）
- ctc（中部テレコミュニケーション株式会社）
- DXRACER（有限会社関西創愛ファニチュア）
- EDION（株式会社エディオン）
- Iiyama（株式会社マウスコンピューター）
- JOW（ワールド化成株式会社）
- Logicool G （株式会社ロジクール）
- Newzoo（Newzoo）
- NIDEK（株式会社ニデック）
- Note (配信サイト)（note株式会社）
- NVIDIA（NVIDIA Corporation）
- OMEN（株式会社日本HP）
- OPENREC.tv（株式会社CyberZ）
- SAMURAI ENERGY（ジャパンエナジー株式会社）
- Vプリカ（ライフカード株式会社）
- WD_BLACK（ウエスタンデジタル コーポレーション）
- WILDish（マルハニチロ株式会社）
- XTEN（オーティス株式会社）
- 外為ファイネスト（外為ファイネスト株式会社）
- ニトリ (株式会社ニトリ)
- 明治ミルクチョコレート（株式会社明治）

## メディア出演
テレビ
- NEWS ZERO「桐谷美玲 my generation」（日本テレビ、2015年5月5日）[DFM 66]
- ビートたけしのTVタックル「急上昇ワード・eスポーツ」（テレビ朝日、2015年9月28日）[DFM 67]
- マツコ会議（日本テレビ、2016年3月12日）[26]
- 夕ぎりゲーム学園 (テレビ東京、2016年4月5日）[27]
- 夕ぎりゲーム学園 (テレビ東京、2016年5月2日）[27]
- 世界一受けたい授業「最新！職業図鑑2016」（日本テレビ、2016年5月7日）[DFM 68]

## 所属選手に関するトラブル

### 選手への出演料滞納
2018年6月1日にチームのShadowverse部門からYushiの脱退が発表された。Yushiは脱退と同時に『国内トップレベルのe-sportsチーム 「DetonatioN Gaming」に1年間所属してみた。』という題のブログ記事を投稿し、チーム加入後の番組出演料を半年に渡り滞納されていた事実を告白した。これを受けてチーム代表である梅崎伸幸は、自身のTwitter上でYushiが投稿した記事の内容を全面的に認め、同日中に公式ウェブサイトで謝罪と経緯説明を行った。トラブルの起こった原因として経理担当者が不在であったことなどを挙げ、出演費滞納分については2018年3月30日に振込済みであると発表している。

### 選手へのハラスメント行為
2023年7月6日、League of Legends部門に在籍しているtol2が自身のTwitterアカウントにて、同部門コーチのKazu、Cerosから恫喝や人格否定といったハラスメントを受けていること、ハラスメントに関する相談をしたことが代表の梅崎に伝わり、罰金の支払いを命じられたことをツイートした。これを受けDFMは謝罪と経緯説明を行い、恫喝や人格を否定されたと捉えられる発言は事実であったとしてKazu、Cerosとの契約を7月7日付けで解除した。罰金については、tol2が許諾を得ずに第三者へ契約内容を漏洩した際の違約金と訂正した。また、梅崎の監督責任に対する処遇について、1年間役員報酬を50％の減給にすると発表した。
8月16日、DFMが参加しているeスポーツリーグ「League of Legends Japan League（LJL）」がハラスメント行為に関する調査報告と裁定を行った。LJLが調査した結果、ハラスメントと取れる発言が一部コーチから選手にあったが、その他差別や暴行などの違反行為は認められなかったと結論付けた。裁定については、Kazu、Cerosに対して6か月間「LoLespors」に関する活動の禁止、ハラスメント行為を事前に防ぐことができなかったとして、DFMに対して200万円の罰金とハラスメント対策強化を義務付けることを課した。また同日、DFMはtol2との契約を双方合意の上で解除したと発表した。

### DetonatioN FocusMe 公式サイト
1. 1 2 3 4 5 6 7 8  “DetonatioN Gamingとは ABOUT US”.   DetonatioN FocusMe. 2018年3月6日閲覧。
2. ↑  “メディア掲載”.   DetonatioN FocusMe. 2018年3月10日閲覧。
3. 1 2  “【StarCraft2】PSiArc選手契約終了に伴うDNG SC2部門無期限休止について”.   DetonatioN FocusMe (2017年6月1日). 2022年12月26日閲覧。
4. 1 2  “DetonatioN　WoT部門・チームSDR解散のお知らせ”.   DetonatioN FocusMe (2015年4月10日). 2022年12月26日閲覧。
5. 1 2 3  “マルチゲーミングプロチームDetonatioNに『大乱闘スマッシュブラザーズ』部門設立”.   DetonatioN FocusMe (2014年11月9日). 2022年12月25日閲覧。
6. ↑  “DNGストア、オープン!”.   DetonatioN FocusMe (2016年3月12日). 2018年12月20日閲覧。
7. 1 2  “ストV部門、板橋ザンギエフ・参戦！”.   DetonatioN FocusMe (2016年6月20日). 2018年3月10日閲覧。
8. 1 2 3  “【Overwatch】DetonatioN Gaming、長期の選考を乗り越えた兄弟チーム、2チームを発表！”.   DetonatioN FocusMe (2016年9月1日). 2022年12月26日閲覧。
9. 1 2 3  “【発表】Shadowverse部門として新たに2名を採用、加入発表！”.   DetonatioN FocusMe (2016年9月2日). 2022年12月26日閲覧。
10. 1 2  “【新企画】BLACK SQUAD 最強広報チーム結成！DNG vs SCARZ”.   DetonatioN FocusMe (2016年9月28日). 2022年12月26日閲覧。
11. 1 2  “【CS:GO部門、遂に始動！】新チーム発足、そして選手募集について。”.   DetonatioN FocusMe (2016年11月28日). 2018年3月9日閲覧。
12. ↑  “【Vainglory、チームメンバーを発表】国内初「スマホプロゲーマー」、デビュー戦は世界大会！”.   DetonatioN FocusMe (2016年12月1日). 2018年3月9日閲覧。
13. 1 2  “【新部門発表】PLAYERUNKNOWN’S BATTLEGROUNDS [PUBG 設立]”.   DetonatioN FocusMe (2017年9月20日). 2018年3月9日閲覧。
14. ↑  “【遂に発表】Splatoon2 部門、DNG所属となった選手お披露目・10月5日に配信実施！”.   DetonatioN FocusMe (2017年10月1日). 2018年3月9日閲覧。
15. ↑  “【新部門発表】Call of Duty : WWⅡ[CoD:WWⅡ部門、メンバー発表！]”.   DetonatioN FocusMe (2018年1月29日). 2018年3月10日閲覧。
16. 1 2  “【新部門発表】クラッシュ・ロワイヤル[クラロワ部門、メンバー発表！]”.   DetonatioN FocusMe (2018年4月24日). 2018年6月26日閲覧。
17. 1 2  “【新部門発表】RAINBOW 6 SIEGE[R6S部門設立！]”.   DetonatioN FocusMe (2018年6月18日). 2018年6月26日閲覧。
18. 1 2  “【新部門発表】ウイニングイレブン部門設立！”.   DetonatioN FocusMe (2019年3月22日). 2022年12月26日閲覧。
19. 1 2  “【VALORANT部門からのお知らせ】DetonatioN Gaming『VALORANT』部門として、共に世界を目指すメンバーを発表！”.   DetonatioN FocusMe (2020年6月17日). 2022年7月2日閲覧。
20. 1 2  “【PUBG MOBILE部門からのお知らせ】「AQUOS DetonatioN」を発足！メンバーとして活動する選手たちを発表”.   DetonatioN FocusMe (2020年2月28日). 2022年7月2日閲覧。
21. 1 2  “【新部門発表】DetonatioN Gaming Wild Rift（ワイルドリフト）部門を設立”.   DetonatioN FocusMe (2020年10月7日). 2022年3月13日閲覧。
22. 1 2  “DetonatioN Gaming White 競技タイトル変更のお知らせ”.   DetonatioN FocusMe (2021年10月10日). 2022年7月2日閲覧。
23. 1 2  “DNG Apex Legends部門新設、元V3 VEGAの「JIGEN、 t23tatsu、1tappy」が加入決定！”.   DetonatioN FocusMe (2022年6月11日). 2022年12月26日閲覧。
24. 1 2 3 4 5  “DetonatioN Gaming スプラトゥーン3部門、始動！”.   DetonatioN FocusMe (2022年10月11日). 2022年10月28日閲覧。
25. ↑  “TEAM”.   DetonatioN FocusMe. 2018年12月20日閲覧。
26. ↑  “TEAM DetonatioN Focus Me”.   DetonatioN FocusMe. 2018年3月10日閲覧。
27. ↑  “【DFMからのお知らせ】Aria選手、Yangコーチ契約満了のご報告”.   DetonatioN FocusMe (2021年11月16日). 2022年12月26日閲覧。
28. ↑  “【LoL部門 DFMからのお知らせ】Harp選手が新加入！”.   DetonatioN FocusMe (2021年12月25日). 2022年12月26日閲覧。
29. ↑  “「LJL 2023 Spring Split」が1/28（土）開幕、LoL部門のロースターを発表”. DetonatioN FocusMe.   DetonatioN. 2023年7月29日閲覧。
30. ↑  “【LoL部門からのお知らせ】DetonatioN FocusMe 新アナリスト Gismo氏 加入のお知らせ”.   DetonatioN FocusMe (2019年8月23日). 2022年12月26日閲覧。
31. ↑  “【DNG LoL部門】DetonatioN FocusMe新コーチ加入のお知らせ”.   DetonatioN FocusMe (2018年5月21日). 2022年12月26日閲覧。
32. ↑  “「LJL 2023 Spring Split」が1/28（土）開幕、LoL部門のロースターを発表”.   DetonatioN FocusMe (2023年1月27日). 2023年1月30日閲覧。
33. 1 2  “「VALORANT Champions Tour 2024 Pacific」に出場するVALORANT部門のロースターを発表”.   DetonatioN FocusMe (2023年11月28日). 2023年11月28日閲覧。
34. 1 2 3 4  “部門情報｜DFM VALORANT部門 新たなロースターを発表”. DetonatioN FocusMe. 2024年10月15日閲覧。
35. ↑  “「VCT 2023 PACIFIC LEAGUE」に出場するVALORANT部門のロースターを発表”.   DetonatioN FocusMe (2022年10月24日). 2022年12月26日閲覧。
36. ↑  “Medusa選手、Astellコーチ、NorthernLightsコーチがVALORANT部門に加入”.   DetonatioN FocusMe (2024年2月5日). 2024年2月6日閲覧。
37. 1 2 3 4  “VALORANT Game Changers部門 メンバー発表！”. DetonatioN FocusMe.   DetonatioN. 2023年7月29日閲覧。
38. ↑  “DetonatioN FocusMe VALORANT GC 部門に「Yuhi選手」が新規加入！”. DetonatioN FocusMe.   DetonatioN. 2023年7月29日閲覧。
39. ↑  “【DNGチャンネル】激動のEVO2017を振り返る！帰国直後の選手が語る彼らの「闘い」”.   DetonatioN FocusMe (2017年7月18日). 2018年3月10日閲覧。
40. ↑  “【格闘ゲーム部門のお知らせ】新メンバー・ナウマン選手が加入”.   DetonatioN FocusMe (2019年6月6日). 2022年12月26日閲覧。
41. ↑  “【格ゲー部門からのお知らせ】『ストV』界注目の若手プレイヤー、竹内ジョン選手が正式に加入！”.   DetonatioN FocusMe (2021年4月15日). 2022年12月26日閲覧。
42. 1 2  “【PUBG MOBILE部門からのお知らせ】AQUOS DetonatioN Marineの解散、及び－R41N－選手のAQUOS DetonatioN Violet移籍のお知らせ”.   DetonatioN FocusMe (2020年12月1日). 2022年12月26日閲覧。
43. ↑  “【PUBG MOBILE部門からのお知らせ】AQUOS DetonatioN Violetに新メンバーが加入！併せてS4nkaRea選手がADVに移籍”.   DetonatioN FocusMe (2020年8月12日). 2022年12月26日閲覧。
44. ↑  “【PUBG MOBILE部門からのお知らせ】AQUOS DetonatioN VioletにSpade選手が加入、MimoriNがコーチに就任！”.   DetonatioN FocusMe (2021年8月30日). 2022年12月26日閲覧。
45. ↑  “AQUOS DetonatioN Violetに KenG選手が新加入！”.   DetonatioN FocusMe (2022年10月5日). 2022年12月26日閲覧。
46. ↑  “AQUOS DetonatioN Violetに新コーチ2名が就任。DGWからMachaoが転籍、ZODIAXが新規就任。”.   DetonatioN FocusMe (2022年3月25日). 2022年12月26日閲覧。
47. ↑  “【SSBro.部門】にえとの選手、2016年4月よりフルタイム制導入！”.   DetonatioN FocusMe (2016年3月5日). 2018年3月10日閲覧。
48. ↑  “【DNG シャドウバース部門】新メンバーを加え、RAGE Shadowverse Pro Leagueに参戦！”.   DetonatioN FocusMe (2018年4月15日). 2022年12月26日閲覧。
49. ↑  “【DNG シャドウバース部門】新メンバーSpicies選手加入のお知らせ”.   DetonatioN FocusMe (2018年9月1日). 2022年12月26日閲覧。
50. ↑  “【Shadowverse部門からのお知らせ】auデトネーションにユーリ選手が加入！”.   DetonatioN FocusMe (2021年5月13日). 2022年12月26日閲覧。
51. ↑  “スプラトゥーン部門 ミリンケーキ選手に関するご報告”. DetonatioN FocusMe.   DetonatioN. 2023年7月29日閲覧。
52. ↑  “ストグラギャング「MOZU」のボス、DFMに電撃加入！”. DetonatioN FocusMe.   DetonatioN. 2024年8月1日閲覧。
53. ↑  “【ご報告】DetonatioN Risingは来期『Burning Core』としてLJLへ参戦致します!”.   DetonatioN FocusMe (2017年5月15日). 2018年12月20日閲覧。
54. ↑  “【BLACK SQUAD部門設立】AVA部門からBLACK SQUAD部門へ移籍・AVA部門活動終了”.   DetonatioN FocusMe (2017年2月24日). 2022年12月26日閲覧。
55. ↑  “【BF4】国内最強と名高いチームBYCMがDetonatioNに正式加入”.   DetonatioN FocusMe (2014年3月13日). 2022年12月26日閲覧。
56. 1 2  “【BATTLEFIELD部門 お知らせ】BATTLEFIELD部門のチーム活動を一時休止し、PUBG部門として活動することを発表”.   DetonatioN FocusMe (2017年11月30日). 2018年3月9日閲覧。
57. ↑  “【DNG Overwatch部門】選手脱退発表及び、Overwatch部門解散のお知らせ”.   DetonatioN FocusMe (2017年12月23日). 2022年12月26日閲覧。
58. ↑  “【DNG Splatoon2部門】Splatoon2部門チーム解散のお知らせ”.   DetonatioN FocusMe (2018年5月23日). 2022年12月26日閲覧。
59. ↑  “【DNG Vainglory部門】Vainglory部門解散のお知らせ”.   DetonatioN FocusMe (2018年4月3日). 2022年12月26日閲覧。
60. ↑  “【DNG CoD部門】CoD部門解散のお知らせ”.   DetonatioN FocusMe (2019年1月7日). 2019年2月24日閲覧。
61. ↑  “TEAM Shadowverse”.   DetonatioN FocusMe. 2018年3月10日閲覧。
62. ↑  “【R6S部門からのお知らせ】DetonatioN Gaming レインボーシックス シージ部門の解散及び選手との契約終了のご報告”.   DetonatioN FocusMe (2020年5月8日). 2022年3月13日閲覧。
63. ↑  “【クラロワ部門 チーム情報】DetonatioN Gaming クラッシュ・ロワイヤル部門の解散及び選手との契約終了のご報告”.   DetonatioN FocusMe (2020年2月20日). 2022年3月13日閲覧。
64. ↑  “【Wild Rift部門からのお知らせ】bagel選手脱退のご報告”.   DetonatioN FocusMe (2022年3月11日). 2022年3月13日閲覧。
65. ↑  “Apex Legends部門 JIGEN選手との契約満了のお知らせ”. Detonation FocusMe.   Detonation. 2023年7月29日閲覧。
66. ↑  “日本テレビ「NEWS ZERO」の「桐谷美玲 my generation」コーナーにて、DetonatioN FocusMeが取材されました。”.   DetonatioN FocusMe (2015年5月5日). 2022年12月27日閲覧。
67. ↑  “テレビ朝日「ビートたけしのTVタックル」に急上昇ワードとして『eスポーツ』が登場し、DFMが紹介されました。”.   DetonatioN FocusMe (2015年9月29日). 2022年12月26日閲覧。
68. ↑  “日本テレビ「世界一受けたい授業」、『最新！職業図鑑2016』の中でDetonatioN FocusMeが紹介されました。”.   DetonatioN FocusMe (2016年5月7日). 2022年12月27日閲覧。
69. ↑  “【シャドウバース部門選手のお知らせ】Yushi選手がDetonatioN Gamingと契約終了”.   DetonatioN FocusMe (2018年6月1日). 2018年6月3日閲覧。
70. ↑  “Yushi選手の個人ブログ関するご報告について”.   DetonatioN FocusMe (2018年6月1日). 2018年6月3日閲覧。